# Джузэнг, Джонни
Джонни Джузэнг (англ. Johnny Juzang, род. 17 марта 2001, Лос-Анджелес, Калифорния) — американский профессиональный баскетболист, выступающий за клуб Национальной баскетбольной ассоциации «Юта Джаз». До прихода в НБА играл за студенческие команды «Кентукки Уайлдкэтс» и «УКЛА Брюинз».

## Профессиональная карьера

### Юта Джаз (2022–настоящее время)
Джузэнг не был выбран на драфте НБА 2022 года. Он играл за «Юту Джаз» в Летней лиге НБА 2022 года, хотя его дебют был отложен из-за того, что он получил сотрясение мозга в автоаварии через несколько дней после прибытия в Юту. После Летней лиги он подписал двусторонний контракт с «Джаз». В течение сезона он пропустил более месяца из-за серьезного растяжения запястья. Он дебютировал в НБА 28 февраля 2023 года в проигранной со счётом 102–94 игре против «Сан-Антонио Спёрс», набрав три очка.
19 июля 2023 года Джузэнг подписал ещё один двусторонний контракт с «Джаз». В игре 15 марта 2024 года против «Атланты Хокс» Джузэнг набрал рекордные на тот момент для себя 19 очков, реализовав 7 из 11 бросков за 25 минут, выйдя со скамейки запасных. Джузэнг обновил рекорд — 27 очков в игре против «Голден Стэйт Уорриорз» 7 апреля 2024 года. 13 августа 2024 года он подписал четырёхлетний контракт с «Джаз».

## Статистика

### Статистика в НБА
| Сезон                                                                                    | Команда | Регулярный сезон | Регулярный сезон | Регулярный сезон | Регулярный сезон | Регулярный сезон | Регулярный сезон | Регулярный сезон | Регулярный сезон | Регулярный сезон | Регулярный сезон | Регулярный сезон | Серия плей-офф | Серия плей-офф | Серия плей-офф | Серия плей-офф | Серия плей-офф | Серия плей-офф | Серия плей-офф | Серия плей-офф | Серия плей-офф | Серия плей-офф | Серия плей-офф |
| Сезон                                                                                    | Команда | GP               | GS               | MPG              | FG%              | 3P%              | FT%              | RPG              | APG              | SPG              | BPG              | PPG              | GP             | GS             | MPG            | FG%            | 3P%            | FT%            | RPG            | APG            | SPG            | BPG            | PPG            |
| ---------------------------------------------------------------------------------------- | ------- | ---------------- | ---------------- | ---------------- | ---------------- | ---------------- | ---------------- | ---------------- | ---------------- | ---------------- | ---------------- | ---------------- | -------------- | -------------- | -------------- | -------------- | -------------- | -------------- | -------------- | -------------- | -------------- | -------------- | -------------- |
| 2022/23                                                                                  | Юта     | 18               | 0                | 12,9             | 33,7             | 23,8             | 50,0             | 2,2              | 0,4              | 0,2              | 0,2              | 4,8              | Не участвовал  | Не участвовал  | Не участвовал  | Не участвовал  | Не участвовал  | Не участвовал  | Не участвовал  | Не участвовал  | Не участвовал  | Не участвовал  | Не участвовал  |
| 2023/24                                                                                  | Юта     | 20               | 5                | 18,6             | 46,4             | 41,6             | 71,4             | 1,8              | 1,2              | 0,2              | 0,1              | 7,2              | Не участвовал  | Не участвовал  | Не участвовал  | Не участвовал  | Не участвовал  | Не участвовал  | Не участвовал  | Не участвовал  | Не участвовал  | Не участвовал  | Не участвовал  |
| 2024/25                                                                                  | Юта     | 64               | 18               | 19,8             | 42,9             | 37,6             | 84,9             | 2,9              | 1,1              | 0,6              | 0,1              | 8,9              | Не участвовал  | Не участвовал  | Не участвовал  | Не участвовал  | Не участвовал  | Не участвовал  | Не участвовал  | Не участвовал  | Не участвовал  | Не участвовал  | Не участвовал  |
|                                                                                          | Всего   | 102              | 23               | 18,4             | 42,1             | 36,3             | 80,3             | 2,5              | 1,0              | 0,5              | 0,1              | 7,9              | Не участвовал  | Не участвовал  | Не участвовал  | Не участвовал  | Не участвовал  | Не участвовал  | Не участвовал  | Не участвовал  | Не участвовал  | Не участвовал  | Не участвовал  |
| Наведите курсор мыши на аббревиатуры в заголовке таблицы, чтобы прочесть их расшифровку. |         |                  |                  |                  |                  |                  |                  |                  |                  |                  |                  |                  |                |                |                |                |                |                |                |                |                |                |                |

### Статистика в Джи-Лиге
| Сезон                                                                                    | Команда              | Регулярный сезон | Регулярный сезон | Регулярный сезон | Регулярный сезон | Регулярный сезон | Регулярный сезон | Регулярный сезон | Регулярный сезон | Регулярный сезон | Регулярный сезон | Регулярный сезон | Серия плей-офф | Серия плей-офф | Серия плей-офф | Серия плей-офф | Серия плей-офф | Серия плей-офф | Серия плей-офф | Серия плей-офф | Серия плей-офф | Серия плей-офф | Серия плей-офф |
| Сезон                                                                                    | Команда              | GP               | GS               | MPG              | FG%              | 3P%              | FT%              | RPG              | APG              | SPG              | BPG              | PPG              | GP             | GS             | MPG            | FG%            | 3P%            | FT%            | RPG            | APG            | SPG            | BPG            | PPG            |
| ---------------------------------------------------------------------------------------- | -------------------- | ---------------- | ---------------- | ---------------- | ---------------- | ---------------- | ---------------- | ---------------- | ---------------- | ---------------- | ---------------- | ---------------- | -------------- | -------------- | -------------- | -------------- | -------------- | -------------- | -------------- | -------------- | -------------- | -------------- | -------------- |
| 2022/23                                                                                  | Солт-Лейк-Сити Старз | 24               | 13               | 30,5             | 43,0             | 38,6             | 91,1             | 5,1              | 2,7              | 0,4              | 0,3              | 19,5             | Не участвовал  | Не участвовал  | Не участвовал  | Не участвовал  | Не участвовал  | Не участвовал  | Не участвовал  | Не участвовал  | Не участвовал  | Не участвовал  | Не участвовал  |
| 2023/24                                                                                  | Солт-Лейк-Сити Старз | 33               | 21               | 31,7             | 46,5             | 36,9             | 90,4             | 4,0              | 2,5              | 0,8              | 0,5              | 20,6             | 1              | 1              | 37,1           | 35,0           | 30,0           | 100,0          | 7,0            | 2,0            | 3,0            | 0,0            | 18,0           |
|                                                                                          | Всего                | 57               | 34               | 31,2             | 45,0             | 37,7             | 90,7             | 4,5              | 2,6              | 0,6              | 0,4              | 20,1             | 1              | 1              | 37,1           | 35,0           | 30,0           | 100,0          | 7,0            | 2,0            | 3,0            | 0,0            | 18,0           |
| Наведите курсор мыши на аббревиатуры в заголовке таблицы, чтобы прочесть их расшифровку. |                      |                  |                  |                  |                  |                  |                  |                  |                  |                  |                  |                  |                |                |                |                |                |                |                |                |                |                |                |

### Статистика в NCAA
| Сезон | Команда  | Conf     | Class    | GP | GS | MPG  | FG%  | 3P%  | FT%  | RPG | APG | SPG | BPG | PPG  |
| --- | -------- | -------- | -------- | -- | -- | ---- | ---- | ---- | ---- | --- | --- | --- | --- | ---- |
| 2019/20 | Кентукки | SEC      | FR       | 28 | 2  | 12,3 | 37,7 | 32,6 | 83,3 | 1,9 | 0,3 | 0,2 | 0,1 | 2,9  |
| 2020/21 | УКЛА     | Pac-12   | SO       | 27 | 26 | 32,3 | 44,1 | 35,3 | 87,7 | 4,1 | 1,6 | 0,8 | 0,3 | 16,0 |
| 2021/22 | УКЛА     | Pac-12   | JR       | 30 | 29 | 31,8 | 43,2 | 36,0 | 83,5 | 4,7 | 1,8 | 0,7 | 0,1 | 15,6 |
| Всего | Всего    | Всего    | Всего    | 85 | 57 | 25,5 | 43,1 | 35,2 | 85,3 | 3,6 | 1,2 | 0,6 | 0,2 | 11,6 |
| Кентукки | Кентукки | Кентукки | Кентукки | 28 | 2  | 12,3 | 37,7 | 32,6 | 83,3 | 1,9 | 0,3 | 0,2 | 0,1 | 2,9  |
| УКЛА | УКЛА     | УКЛА     | УКЛА     | 57 | 55 | 32,1 | 43,6 | 35,6 | 85,4 | 4,4 | 1,7 | 0,8 | 0,2 | 15,8 |
| Наведите курсор мыши на аббревиатуры в заголовке таблицы, чтобы прочесть их расшифровку Статистика приведена с сайта sports-reference.com |          |          |          |    |    |      |      |      |      |     |     |     |     |      |